# Tom Lawrence
Thomas Morris "Tom" Lawrence (sinh ngày 13 tháng 1 năm 1994) là một cầu thủ người xứ Wales đang chơi ở vị trí tiền đạo cho Derby County. Sinh ra ở Wrexham, anh gia nhập Manchester United khi 8 tuổi nhưng anh chỉ đá một trận đấu duy nhất cho đội 1, sau quãng thời gian chuyển sang Carlisle United và Yeovil Town theo một hợp đồng cho mượn. Anh gia nhập Leicester vào tháng 9 năm 2014. Anh đã thi đấu cho đội tuyển xứ Wales.

## Thống kê sự nghiệp câu lạc bộ
Tính đến ngày 1 tháng 5 năm 2021.
| Câu lạc bộ              | Mùa giải            | Premier League      | Premier League | Premier League | FA Cup | FA Cup | League Cup | League Cup | Khác | Khác | Tổng cộng | Tổng cộng |
| Câu lạc bộ              | Mùa giải            | Hạng                | Trận           | Bàn            | Trận   | Bàn    | Trận       | Bàn        | Trận | Bàn  | Trận      | Bàn       |
| ----------------------- | ------------------- | ------------------- | -------------- | -------------- | ------ | ------ | ---------- | ---------- | ---- | ---- | --------- | --------- |
| Manchester United       | 2012–13             | Premier League      | 0              | 0              | 0      | 0      | 0          | 0          | 0    | 0    | 0         | 0         |
| Manchester United       | 2013–14             | Premier League      | 1              | 0              | —      | —      | 0          | 0          | 0    | 0    | 1         | 0         |
| Manchester United       | Tổng cộng           | Tổng cộng           | 1              | 0              | 0      | 0      | 0          | 0          | 0    | 0    | 1         | 0         |
| Carlisle United (mượn)  | 2013–14             | League One          | 9              | 3              | 2      | 0      | —          | —          | —    | —    | 11        | 3         |
| Yeovil Town (mượn)      | 2013–14             | Championship        | 19             | 2              | —      | —      | —          | —          | —    | —    | 19        | 2         |
| Leicester City          | 2014–15             | Premier League      | 3              | 0              | 1      | 0      | 0          | 0          | —    | —    | 4         | 0         |
| Rotherham United (mượn) | 2014–15             | Championship        | 6              | 1              | —      | —      | —          | —          | —    | —    | 6         | 1         |
| Blackburn Rovers (mượn) | 2015–16             | Championship        | 21             | 2              | 2      | 0      | 0          | 0          | —    | —    | 23        | 2         |
| Cardiff City (mượn)     | 2015–16             | Championship        | 14             | 0              | —      | —      | —          | —          | —    | —    | 14        | 0         |
| Ipswich Town (mượn)     | 2016–17             | Championship        | 34             | 9              | 2      | 2      | 0          | 0          | —    | —    | 36        | 11        |
| Derby County            | 2017–18             | Championship        | 39             | 6              | 1      | 0      | 2          | 0          | 2    | 0    | 44        | 6         |
| Derby County            | 2018–19             | Championship        | 39             | 6              | 1      | 0      | 2          | 0          | 2    | 0    | 44        | 6         |
| Derby County            | 2018–19             | Championship        | 33             | 6              | 2      | 1      | 1          | 0          | 3    | 0    | 39        | 7         |
| Derby County            | 2019–20             | Championship        | 34             | 10             | 3      | 0      | 0          | 0          | —    | —    | 37        | 10        |
| Derby County            | 2020–21             | Championship        | 22             | 3              | 0      | 0      | 0          | 0          | —    | —    | 22        | 3         |
| Derby County            | Tổng cộng           | Tổng cộng           | 128            | 25             | 6      | 1      | 3          | 0          | 5    | 0    | 142       | 26        |
| Tổng cộng sự nghiệp     | Tổng cộng sự nghiệp | Tổng cộng sự nghiệp | 235            | 42             | 13     | 3      | 3          | 0          | 5    | 0    | 256       | 45        |

### Bàn thắng quốc tế
| # | Ngày                 | Địa điểm                                      | Đối thủ          | Bàn thắng | Kết quả | Giải đấu                    |
| - | -------------------- | --------------------------------------------- | ---------------- | --------- | ------- | --------------------------- |
| 1 | 6 tháng 10 năm 2017  | Boris Paichadze Dinamo Arena, Tbilisi, Gruzia | Gruzia           | 1–0       | 1–0     | Vòng loại World Cup 2018    |
| 2 | 14 tháng 11 năm 2017 | Sân vận động Cardiff City, Cardiff, Wales     | Panama           | 1–0       | 1–1     | Giao hữu                    |
| 3 | 6 tháng 9 năm 2018   | Sân vận động Cardiff City, Cardiff, Wales     | Cộng hòa Ireland | 1–0       | 4–1     | UEFA Nations League 2018–19 |